# Marina
marina（1987年2月7日—），是日本的女性创作歌手，宫崎县出身。本名。

## 概要
孩提时代就喜欢音乐，活跃在县内外的演唱会上。高中毕业后到东京学习音乐。
2010年，在电视动画《Angel Beats!》中，作为乐队“Girls Dead Monster”的初代主唱，岩泽雅美演唱的歌曲的声音来源出道（声优是泽城美雪）。
marina还在DECO*27的唱片集和单曲中共计演唱了5首歌曲。
marina的单曲《Crow Song》于2011年11月以超过100,000张的销量获得了日本唱片协会的金奖认证。《Last Song》在发售的第一周就卖出了35,000张单曲，在Oricon单曲排行榜上排名第2名。2013年5月29日發售單曲。2013年12月4日發售單曲

## 作品

### 单曲
- Crow Song（2010年4月23日，电视动画《Angel Beats!》插入曲）
- Last Song（2010年12月8日）
- （2013年5月29日）[6]
- （2013年12月4日）[7]

### 参加作品
- DECO*27 （2010年12月15日）

- DECO*27 （2011年12月7日）